# Palo (OLAP-Datenbank)
Palo ist ein speicherbasierter, multidimensionaler Real-Time-OLAP-Datenbank-Server (MOLAP) zur Verwaltung von betriebswirtschaftlichen oder statistischen Datenbeständen (Multidimensionale Datenbank). Neben der multidimensionalen Abfrage können Daten auch zurückgeschrieben und in Echtzeit konsolidiert werden.
Palo hält alle Daten komplett im Arbeitsspeicher, um einen schnellen Zugriff auf die Daten zu ermöglichen. Der Server ist Open Source. Eine Microsoft Excel Add-in Komponente führt die Kommunikation zwischen Palo OLAP-Datenbank und Excel aus. Es stehen zusätzlich ein vollständiger ETL-Server und Client Libraries zur Verfügung.
Über APIs in Java, PHP, C/C++ oder .NET kann Palo in andere Softwareumgebungen integriert werden. Zudem existiert eine Open-Source-Integration in OpenOffice.org unter dem Namen PalOOCa (Palo for OpenOffice.org Calc).
In Verbindung mit Microsoft Excel wird Palo als Business-Intelligence- und Performance-Management-Anwendung zumeist für Controlling und Finanzplanung eingesetzt. Mit Palo können beliebig viele Excel-Arbeitsplätze online miteinander verknüpft werden, die alle auf einen zentralen Datenbestand zugreifen („Single Point of Truth“).
Palo ist Bestandteil der Business-Intelligence-Softwarelösung Jedox. Daten können dort über das eingesetzte Frontend zurück in die Palo OLAP-Datenbank geschrieben werden, sowohl über ein lokales Excel-Add in als auch über eine Web-Oberfläche. Der Server ist als Open-Source- und proprietäre Software erhältlich.
Der MOLAP-Server Palo wird von der Firma Jedox AG aus Freiburg im Breisgau entwickelt.